# Cause for Alarm!
Cause for Alarm! (Motivo de alarma o La carta delatora) es una película estadounidense de 1951 dirigida por Tay Garnett, con Loretta Young y Barry Sullivan como actores principales.

## Sinopsis
George Jones, que vive postrado en su cama, atendido por Ellen, su mujer, empieza a obsesionarse con la idea de la infidelidad conyugal. Escribe una carta al fiscal del distrito en la que le comunica sus sospechas: Ellen le es infiel con su médico, el doctor Ranney Grahame, al que ya conocía antes de casarse, y ambos planean asesinarle aumentando las dosis de su medicina. Ellen, ignorante del contenido de la carta, se la entrega al cartero. Es entonces cuando su marido le revela todo, incluido su propósito de asesinarla con la pistola que guarda. Pero cuando la amenaza con ella, sufre un ataque y muere. Ellen, aturdida, se cree víctima de las circunstancias, temiendo que en verdad se la crea culpable de la muerte de su marido. Corre tras el cartero para recuperar la carta comprometedora, pero éste se niega a devolverla si no es al autor de la misma. Desolada, vuelve a su casa, donde poco después llega el doctor Grahame, a quien pone al corriente de lo sucedido. Ranney la hace entrar en razón, diciéndole que no debe preocuparse, que debe dar aviso a la policía de lo ocurrido. Pero antes de que esto pase, el cartero vuelve con la carta, entregándosela a Ellen porque el franqueo es insuficiente. El doctor la carta y la quema.

## Reparto
| Actor            | Personaje          |
| ---------------- | ------------------ |
| Loretta Young    | Ellen Jones        |
| Barry Sullivan   | George Z. Jones    |
| Bruce Cowling    | Dr. Ranney Grahame |
| Margalo Gillmore | La señora Edwards  |
| Bradley Mora     | Billy Hoppy        |
| Irving Bacon     | El cartero Carston |
| Giorgia Backus   | La señora Warren   |
| Don Haggerty     | Russell            |
| Art Baker        | Jefe de correos    |
| Richard Anderson | Vendedor           |